# Ion Suru
Ion Suru (n. 20 octombrie 1927, Turda, Cluj, România – d. 25 mai 1979, România) a fost un fotbalist român. A concurat la turneul masculin⁠(d) de la Jocurile Olimpice de vară din 1952.

## Cariera de club
Ion Suru s-a născut pe 20 octombrie 1927 în orașul Turda din România și a început să joace fotbal în 1947 la clubul local, CFR Turda, în Divizia B, s-a transferat după un an la Dermata Cluj și a jucat apoi pentru CFR Cluj, debutând în 3 aprilie 1949 în Divizia A într-un meci pierdut cu 3–0 în deplasare în fața echipei CSU Timișoara. La scurt timp după aceea s-a transferat la Locomotiva București și a semnat apoi în 1951 un contract cu Dinamo București, unde a marcat în primul său sezon un record personal de 10 goluri, inclusiv unul într-o victorie cu 6–2 în fața echipei rivale CCA București. A fost folosit toate minutele de antrenorul Angelo Niculescu în finala Cupei României din 1954⁠(d), care a fost pierdută de Dinamo cu 2–0 în fața Metalului Reșița, apoi în sezonul următor a ajutat clubul să câștige primul titlu de campion al Diviziei A din istoria sa, fiind folosit de antrenorul Niculescu în 22 de meciuri în care a marcat șapte goluri. A câștigat, de asemenea, Cupa României 1958–1959, dar antrenorul Iuliu Baratky nu l-a folosit în victoria cu 4–0 în fața echipei CSM Baia Mare din finală⁠(d), și a jucat apoi în primul meci european al unei echipe românești în Cupa Europei 1956–1957, care s-a încheiat cu victoria cu 3–1 împotriva clubului turc Galatasaray, și a marcat un gol în returul pierdut cu 2–1, ajutându-i pe câinii roșii să treacă în faza următoare, unde au fost eliminați de CDNA Sofia; Suru a jucat în toate cele patru meciuri ale campaniei europene a clubului Dinamo. În 10 mai 1959 Suru a jucat ultimul său meci din Divizia A pentru Dinamo într-o înfrângere cu 1–0 în fața echipei Steaua București, ajungând în această divizie la un total de 174 de meciuri în care a marcat 37 de goluri.

## Cariera internațională
Ion Suru a jucat 12 meciuri și a marcat trei goluri la nivel internațional pentru echipa națională a României, debutând pe 8 octombrie 1950 sub conducerea antrenorului Emerich Vogl într-un meci amical care s-a încheiat cu o victorie cu 6–0 împotriva Albaniei, în care el a închis scorul. Următoarea sa apariție la echipa națională a fost sub conducerea lui Gheorghe Popescu la Jocurile Olimpice de vară din 1952⁠(d), într-un meci pierdut cu 2–1 împotriva echipei naționale a Ungariei (care a devenit ulterior campioană), în care a închis scorul. Următoarele sale două meciuri au fost o victorie în deplasare cu 2–1 în fața Bulgariei și o înfrângere cu 1–0 pe teren propriu cu Cehoslovacia în preliminariile pentru Campionatul Mondial din 1954⁠(d). Toate meciurile sale următoare au fost amicale, iar Suru a marcat un gol într-o înfrângere cu 3–2 cu Germania de Est și a jucat pentru ultima oară pentru echipa națională în meciul din 9 octombrie 1955 cu Bulgaria, încheiat cu scorul 1–1.

### Goluri internaționale
Scorurile și rezultatele indică mai întâi număr de goluri al României. Coloana „Scor” indică scorul după fiecare gol al lui Ion Suru.
| #  | Data               | Locul de desfășurare                            | Adversar        | Scor | Rezultat | Competiție                            |
| -- | ------------------ | ----------------------------------------------- | --------------- | ---- | -------- | ------------------------------------- |
| 1. | 8 octombrie 1950   | Stadionul Republicii, București, Romania        | Albania         | 6 –0 | 6–0      | Amical                                |
| 2. | 15 iulie 1952      | Kupittaan Jalkapallostadion⁠(d), Turku, Finlanda | Ungaria         | 1 –2 | 1–2      | Jocurile Olimpice de vară din 1952⁠(d) |
| 3. | 18 septembrie 1955 | Stadionul 23 August, București, Romania         | Germania de Est | 2 –1 | 2–3      | Amical                                |

## Moarte
Ion Suru a murit la 25 mai 1979, la vârsta de 51 de ani.

## Palmares
Dinamo București
- Divizia A: 1955[2]
- Cupa României: 1958–59[7][9]

## Distincții
- Medalia Muncii (19 noiembrie 1952) pentru rezultatele obținute la Jocurile Olimpice de vară de la Helsinski[16]

## Notă explicativă
1. ↑  Campionatul din 1957 numit „Cupa Primăverii” este neoficial, așa că aparițiile și golurile marcate în cadrul acelei competiții pentru Dinamo București nu sunt oficiale.[2]